# Ja Ela
Ja Ela är en ort i Sri Lanka.   Den ligger i provinsen Västprovinsen, i den sydvästra delen av landet, 17 km norr om huvudstaden Colombo. Ja Ela ligger 13 meter över havet och antalet invånare är 32 175.
Terrängen runt Ja Ela är platt. Havet är nära Ja Ela västerut. Runt Ja Ela är det mycket tätbefolkat, med 2 711 invånare per kvadratkilometer. Närmaste större samhälle är Colombo, 16,5 km söder om Ja Ela. Omgivningarna runt Ja Ela är en mosaik av jordbruksmark och naturlig växtlighet.